# Dwarssee (Schiff, 1920)
Die Dwarssee war ein 1920 gebautes deutsches Frachtschiff, das am 3. Mai 1945 auf der Ostsee zwischen Fehmarn und Lolland versenkt wurde.

## Geschichte
Die Dwarssee wurde 1920 von der Bauwerft ihrem niederländischen Eigner übergeben und auf den Namen Louisa getauft, 1923 wurde sie an Schröder, Hölken und Fischer verkauft und auf den Namen Hannah Hölken umgetauft. 1930 ging sie in den Besitz von Hölken & Fischer über und erhielt den Namen Hannaburg, ehe sie dann 1931 an Wilhelm Schuchmann, dem Eigentümer der Bugsier-, Reederei- und Bergungsgesellschaft, verkauft wurde.
Am 1. August 1939 wurde sie von der Kriegsmarine beschlagnahmt und danach als Kohlenschiff Station Ost bis 1945 eingesetzt. Im Frühjahr 1945 beteiligte sie sich an den Flüchtlingstransporten über die Ostsee und evakuierte vom 8. März bis 25. April Flüchtlinge von Pillau. Am 3. Mai 1945 wurde die Dwarssee von russischen Fliegern bei der Übergabe von Kohle an das Hospitalschiff Der Deutsche versenkt.
Das Wrack lag auf der Position 54° 31′ 40″ N, 11° 24′ 8″ O und wurde bis auf Reste abgebrochen.